# ترمس مرتفع
الترمس المرتفع (باللاتينية: Lupinus adsurgens) نوع نباتي يتبع جنس الترمس من الفصيلة البقولية المعروفة بقدرتها على تثبيت النيتروجين الجوي من خلال بكتيريا المستجذرة.
موطنه جبال سييرا نيفادا والمناطق الساحلية في ولاية كاليفورنيا وأوريغون الأمريكية.